# Endoderma
In anatomia umana l'endoderma è il foglietto embrionale più interno, che si forma all'inizio della terza settimana di vita intrauterina con la gastrulazione, per un processo di invaginazione delle cellule dell'epiblasto del disco embrionale.
In seguito alla delimitazione (quarta settimana), causata dalla crescita esponenziale dell'amnios e allo sviluppo dei somiti, l'embrione perderà la sua forma a disco per assumerne una tubulare. Il ripiegamento laterale e longitudinale porteranno a una divisione dell'endoderma: si va a formare una parte intraembrionale, l'intestino primitivo, e una extraembrionale composta dalla vescicola ombelicale(poi degenererà) e il canale vitellino. Il canale vitellino entrerà nella formazione del peduncolo vitellino che insieme al peduncolo embrionale(formato dall'allantoide) formerà il cordone ombelicale primitivo.

## Intestino primitivo
L'intestino primitivo si divide in tre parti:
- Anteriore
- Medio
- Posteriore

### Anteriore
L'intestino anteriore origina: l'apparato respiratorio, l'esofago, lo stomaco, il duodeno (parte prossimale), il pancreas.

### Medio
L'intestino medio origina: duodeno (parte distale), digiuno, ileo, colon cieco, colon ascendente e colon trasverso (due terzi prossimali).

### Posteriore
L'intestino posteriore origina la parte terminale del colon (terzo distale del colon trasverso, colon discendente e colon sigmoideo) e il retto.

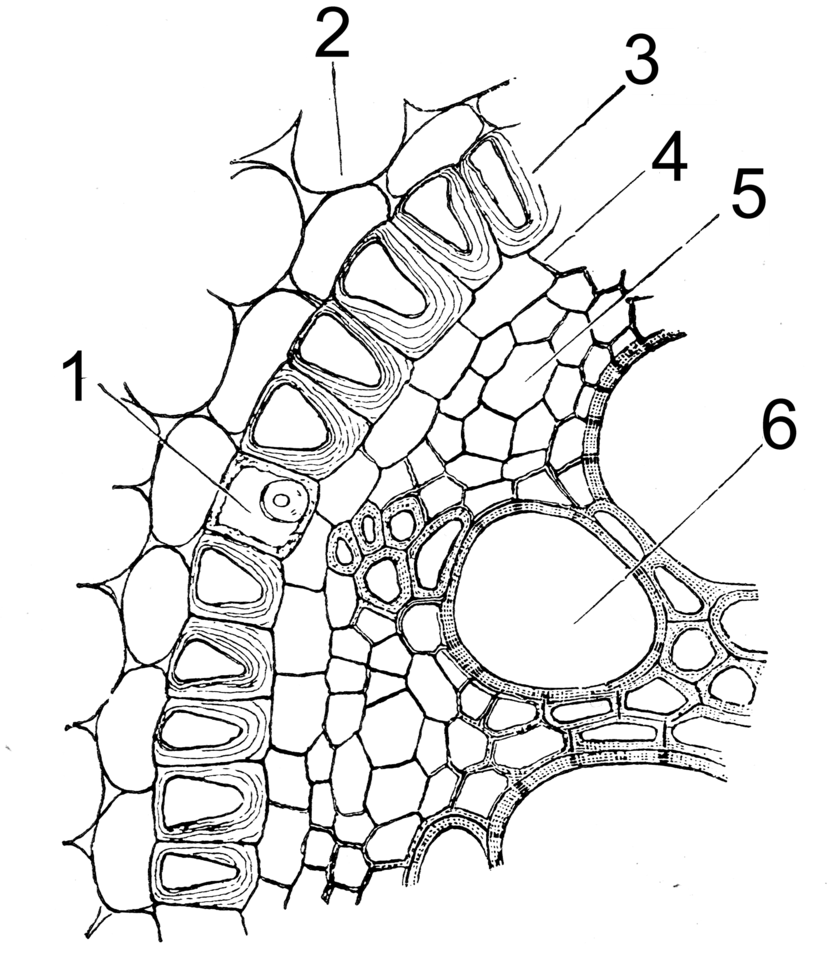
Sezione di una radice di Iris. 1 = cellula dell'endoderma, 2 = corteccia, 3 = endoderma, 4 = periciclo, 5 = floema, 6 = xilema

## Botanica
In botanica con endoderma o endodermide, si intende un tessuto tegumentale primario interno. È un tessuto primario tipico degli organi che hanno funzione assorbente e si trova pertanto nella radice, nei rizomi oppure nel fusto delle piante acquatiche.
È costituito da uno strato di cellule vive, prive di spazi intercellulari e localizzato tra il cilindro centrale (ove si trovano i sistemi conduttori) e il cilindro corticale.
Le cellule che lo compongono hanno le pareti tangenziali e radiali parzialmente impermeabilizzate con sostanze tipo suberina e lignina. Negli organi giovani l'impermeabilizzazione è ridotta ad una "fascia" che circonda appunto le pareti tangenziali e radiali dell'endoderma.
Questa struttura fu osservata nel 1865 da Robert Caspary e viene perciò definita "banda del Caspary".
La funzione dell'endoderma è quella di impedire l'ingresso incontrollato di sostanze potenzialmente nocive nel sistema di conduzione della pianta.

I fluidi, assorbiti nella parte esterna degli organi (es. dai peli radicali nella radice), non incontrano alcun ostacolo al loro fluire nei tessuti, potendo passare liberamente negli spazi intercellulari (via apoplastica). Arrivati all'endoderma questo fluire è impedito (le pareti sono impermeabili) e i liquidi sono costretti al passaggio all'interno delle cellule (via simplastica) attraversando il plasmalemma e il protoplasto che effettuano dunque una sorta di funzione "filtro".